# Ribautia picturata
Ribautia picturata är en mångfotingart som beskrevs av Lawrence 1960. Ribautia picturata ingår i släktet Ribautia och familjen storjordkrypare.
Artens utbredningsområde är Madagaskar. Inga underarter finns listade i Catalogue of Life.